# نورما سوپرمارکت
نورما سوپرمارکت (انگلیسی: Norma) شرکت خرده‌فروشی آلمانی است، که در سال ۱۹۶۰ تأسیس شد.